# Guadeloupe La Première (télévision)
Pour les articles homonymes, voir Guadeloupe La Première.
 (juillet 2023).
Guadeloupe La Première est une chaîne de télévision généraliste publique française de proximité de France Télévisions diffusée dans le département d'outre-mer de la Guadeloupe et dans les collectivités d'outre-mer de Saint-Barthélemy et de Saint-Martin.

## Histoire de la chaîne
En mai 1963, le gouvernement français décide d'installer la télévision à la Guadeloupe, la Martinique et La Réunion. Il est prévu de mettre en activité un émetteur de la R.T.F. près de Pointe-à-Pitre, qui desservirait 100 000 habitants afin de couvrir d'abord les zones les plus peuplées et qui serait susceptible d'extensions ultérieures.
Le 22 décembre 1964, Alain Peyrefitte, ministre de l’Information, inaugure la station de télévision de l'O.R.T.F. en Guadeloupe. L'honneur d'ouvrir l'antenne est donné à Magguy Nithila, première speakerine antillaise, afin d'introduire le premier bulletin d'information présenté par les deux plus célèbres journalistes de Radio Guadeloupe, Henry Métro ou Christian de Biasi. Ils montrent enfin leur visage à la télévision. Tous les autres animateurs et journalistes viennent également de la radio comme Tony Turkhem, Roger Bordy, Pierre Mauranyapin et Reynaud. Les premières speakerines, Mesdemoiselles Nithila, Fanfant, Deglas, Zaccharo et des Etages, se chargent d'annoncer les programmes composés des émissions emblématiques de l'O.R.T.F. comme Cinq colonnes à la une, Au théâtre ce soir, Les coulisses de l'exploit ou La Piste aux étoiles, toutes acheminées par bateau après leur diffusion en Métropole.
Le Centre d'actualités télévisées (C.A.T.) du Morne Miquel est chargé de la conception des sujets d'information locaux pour le journal télévisé régional, qui sont systématiquement pré-visionnées par le service d'information de la préfecture avant diffusion, et de choisir dans les actualités nationales reçues avec 48 heures de retard sur la Métropole les sujets encore pertinents au moment de leur diffusion.
Babette de Rozières entre à l'O.R.T.F. Télévision Guadeloupe en 1973 en tant que speakerine.
À la suite de l'éclatement de l'O.R.T.F. en 1974, les stations régionales de télévision de l’Outre-mer français sont intégrées à la nouvelle société nationale de programme France Régions 3 (FR3), nouvelle chaîne française des régions, au sein de la délégation FR3 DOM-TOM. La chaîne devient FR3-Guadeloupe le 6 janvier 1975 et, comme chaque station régionale métropolitaine, produit et diffuse un journal télévisé régional, mais a aussi pour charge d’assurer la continuité territoriale en matière d’audiovisuel en diffusant des émissions des chaînes de télévision métropolitaines. La couleur fait son apparition dans le courant de l'année 1978.
Le 31 décembre 1982, la chaîne prend le nom de RFO Guadeloupe à la suite de la création de la société nationale de programmes RFO (Radio-Télévision Française d’Outre-Mer) par transfert des activités de FR3 pour l’Outre-mer. Ses missions restent inchangées mais il lui est également demandé de produire des programmes. Durant les quatorze ans qui vont suivre, RFO Guadeloupe va progressivement se doter d’équipements techniques de qualité afin de produire et diffuser de plus en plus d’émissions régionales. La publicité est introduite en 1984.
Lorsqu'un second canal de télévision, RFO 2, est lancé en avril 1988, RFO Guadeloupe est renommée RFO 1.
En septembre 1989, l'ouragan Hugo abat l'émetteur TDF de RFO Guadeloupe, privant les Guadeloupéens de télévision quelques semaines. Depuis le 18 janvier 1993, la station démarre ses programmes à 09h00 au lieu de midi.
En février 1999, RFO Guadeloupe devient Télé Guadeloupe, à la suite de la transformation de RFO en Réseau France Outre-mer.
La loi de réforme de l'audiovisuel no 2004-669 du 9 juillet 2004 intègre la société de programme Réseau France Outre-mer au groupe audiovisuel public France Télévisions dont dépend depuis Télé Guadeloupe. Son président, Rémy Pflimlin, annonce le 12 octobre 2010 le changement de nom du Réseau France Outre-mer en Réseau Outre-Mer 1re pour s'adapter au lancement de la TNT en Outre-Mer. Toutes les chaînes de télévision du réseau changent de nom le 30 novembre 2010 lors du démarrage de la TNT et Télé Guadeloupe devient ainsi Guadeloupe 1re. Le changement de nom fait référence à la place de leader de cette chaîne sur son territoire de diffusion ainsi qu'à sa première place sur la télécommande et sa numérotation en cohérence avec les autres antennes du groupe France Télévisions. Le 1er janvier 2018, à la suite d'une saisie de la justice de Paris Première, chaîne câblée du  Groupe M6,  Guadeloupe 1re est renommée Guadeloupe La Première.
Guadeloupe La 1re passe à la haute définition (HD) sur le satellite le 15 janvier 2020 et sur la TNT le 8 septembre 2020.

## Identité visuelle
Le logo de l'O.R.T.F. Guadeloupe est alors formé des quatre lettres du sigle posées horizontalement sur trois ellipses, la lettre O en son centre formant la quatrième ellipse, évoquant aussi bien des ondes radioélectriques, que le système solaire ou la course d'un électron dans un univers fermé, sous lequel est inscrit la mention Télévision. Les indicatifs d'ouverture et de fermeture d'antenne de l'O.R.T.F. Guadeloupe animent un enchevêtrement d'ellipses sur un fond étoilé qui, pour le premier, s'ordonnent pour former le logo de la chaîne, et pour le second, se rétractent pour former une étoile qui disparaît, comme un big bang à l'envers.
Comme toutes les stations régionales de FR3, FR3 Guadeloupe adopte le 6 janvier 1975 le nouvel habillage de la troisième chaîne nationale dont l'indicatif d'ouverture d'antenne fait figurer les neuf stations d'Outre-mer et la métropole sur une musique composée par Francis Lai.
À la suite de sa création le 31 décembre 1982, la nouvelle société nationale de programme RFO se dote d'une identité visuelle propre mettant en valeur
dans son logo sa dimension mondiale et dans son ouverture d'antenne l'avance technologique de sa diffusion par satellite. L'habillage change à nouveau en 1993, en s'inspirant de celui de TF1 dans la forme rectangulaire tripartite, mais en adoptant trois nouvelles couleurs, le vert pour la nature, l'orange pour la terre et le soleil et le bleu pour la mer, qui resteront celles de la chaîne jusqu'en 2005.
Tout comme RFO, Télé Guadeloupe adopte le 23 mars 2005 l'identité visuelle du groupe France Télévisions qu'elle a intégré durant l'été 2004, en utilisant le même code couleur que la chaîne France Ô, l'orange et le blanc, mais disposé sur deux trapèzes. Pour son passage sur la TNT le 30 novembre 2010, la chaîne se décline dorénavant sous le sigle « 1re » en référence à sa place de leader sur son territoire de diffusion et se dote de la même identité visuelle que les autres chaînes du groupe France Télévisions en adoptant un trapèze de couleur jaune faisant référence au soleil des territoires ultramarins. Le 29 janvier 2018, la chaîne change l'identité visuelle de France Télévisions.

### Logos

Logo de O.R.T.F. Télévision Guadeloupe du 22 décembre 1964 au 5 janvier 1975
Logo de FR3-Guadeloupe du 6 janvier 1975 au 30 décembre 1982
Logo de RFO Guadeloupe puis RFO 1 du 31 décembre 1982 à 1993
Logo de RFO 1 de 1993 au 31 janvier 1999
Logo de Télé Guadeloupe du 1er février 1999 au 22 mars 2005
Logo de Télé Guadeloupe du 23 mars 2005 au 29 novembre 2010
Logo de Guadeloupe 1re du 30 novembre 2010 au 28 janvier 2018
Logo de Guadeloupe La 1re depuis le 29 janvier 2018

### Slogans
- « Le monde est couleurs » (1993-1997)
- « Télé Guadeloupe vers plus d'identité et de modernité ! » (2009-2010)
- « Télé Guadeloupe, au cœur du pays ! » (jusqu'au 29 novembre 2010)
- « Tous première » (depuis le 30 novembre 2010)

## Organisation
Guadeloupe La 1re est l'antenne de télévision du pôle média de proximité Guadeloupe 1re Radio-Télé-Internet, déclinaison du pôle La Première de France Télévisions.

### Budget
Guadeloupe La 1re dispose d'un budget de 25 millions d’euros versés par La Première et provenant pour plus de 90 % des ressources de la redevance audiovisuelle et des contributions de l’État français allouées à France Télévisions. Comme toutes les chaînes du groupe audiovisuel public, Guadeloupe 1re est autorisée à diffuser de la publicité entre 6h00 et 20h00, dont elle tire aussi une partie de ses ressources, plafonnées à 10 % afin de ne pas anéantir la concurrence.

### Sièges
Les premiers studios de télévision de l'O.R.T.F. Guadeloupe, puis de FR3-Guadeloupe et RFO Guadeloupe, sont situés au Morne Miquel sur la commune des Abymes.
Depuis 2000, Guadeloupe La 1re est installée au Morne Bernard – Destrellan dans la commune de Baie-Mahault sur 2 hectares de terrain au sein d'un immeuble ultramoderne de 4 200 m2 en forme de tube tronqué, œuvre du cabinet d'architectes Quentin et Rossi à Ivry sur Seine, et qui abrite l’ensemble des moyens de production de radio et télévision.
Le pôle dispose aussi de bureaux décentralisées qui ne disposent pas de leur propre édition du journal mais sont de simples bureaux de renseignements et de recherches :
- Guadeloupe La 1re Basse-Terre : Port Autonome, 97100 Basse-Terre
- Guadeloupe La 1re Saint-Martin : Lieu-dit Marigot, 97150 Saint-Martin

### Moyens techniques
Guadeloupe La 1re dispose d'un grand studio de production pour ses journaux télévisés et ses émissions de proximité équipé de sept caméras LDK 100 Philips, et d'un petit studio destiné aux émissions exceptionnelles, ainsi que d'une régie numérique de production, d'un nodal de diffusion équipé d’un serveur et d’un mélangeur de diffusion et de programmation (Automation, Traffic…) et d'un car vidéo équipé de quatre caméra LDK 300 Grass Valley.

### Missions
Les missions de Guadeloupe La 1re sont de produire des programmes de proximité, de participer à l’interrégionalité à travers la diffusion ou la coproduction d’émissions en collaboration avec Martinique La 1re et Guyane La 1re, d'assurer une meilleure représentation de la vie sociale, culturelle, sportive, musicale et économique de l’archipel guadeloupéen dans la zone caraïbe, latino-américaine et à l'international par la coproduction de magazines et par le biais de France Ô.

## Programmes
Jusqu'au démarrage de la TNT en Outre-mer, les chaînes de télévision publique métropolitaines ne sont alors pas diffusées en Guadeloupe. Télé Guadeloupe diffuse alors plus de 2 000 heures de programmes par an composé de productions propres, de programmes issus des autres stations RFO (information, magazines de RFO Paris), mais surtoût de rediffusions ou de reprise en direct des programmes des chaînes du groupe France Télévisions (journaux d'information, magazines, sport, fictions, jeux, films, divertissements et émissions pour la jeunesse), de TF1 (fictions, programmes sportifs, séries et télé-réalité), d'Arte et de producteurs indépendants.
Depuis le 30 novembre 2010 et l'arrivée des chaînes publiques métropolitaines, Guadeloupe 1re a dû accroître ses productions propres, avec 25 % de programmes locaux en plus, donnant la priorité à la proximité et traitant des problèmes économiques et sociaux du département (émissions spéciales, débats politiques, captation de spectacles, matches de football, messe de minuit, téléthon, tour de Guadeloupe et les fêtes du carnaval en février). La chaîne est désormais libre de choisir elle-même ses programmes et, grâce à l'augmentation de budget dont elle bénéficie, elle dispose des moyens nécessaires pour produire, co-produire et acheter. La possibilité de reprendre certains programmes des chaînes de France Télévisions reste toujours possible (Soir 3) et les grands rendez-vous sportifs, notamment le football, le rugby, le tennis, le cyclisme sont désormais tous diffusés en direct par satellite depuis Paris. Les telenovelas diffusées en fin d'après-midi rencontrent un bon succès d'audience.

### Émissions
- Le 19/20 : Grand rendez-vous d'information de la journée, se divisant en deux parties : La première, dès 19h00, présente les principaux titres de l'actualité nationale et internationale. La deuxième, à partir de 19h30, présente les actualités locales et régionales (Caraïbe...). Présentation : Jérôme Boécasse
- Le JT13 : Journal d'informations de la mi-journée, le JT13 est un concentré des principales informations régionales et nationales ainsi que certaines informations dites de "services". Présentation : Laetitia Brouhlet
- Tandakayou : Magazine d'actualité en langue créole
- Conviction Intime : Divertissement testimonial sur un sujet de société
- Droit dans les yeux : Débat politique.
- Artlook : Talk-Show Culturel
- L'Agenda
- D'ils EN iles : magazine d'actualité et de découvertes consacré aux iles du sud de l'archipel Guadeloupe et aux iles voisines.
- Le Blok'Notes des Associations
- Ca$h : Grand jeu quotidien
- Le Grand Casting : Télé-Crochet local
- Le Presque Late Show : talk-show présenté par Jordan Rizzi le vendredi soir
- Buzz 1re  : Débat d'actualité
- Le Grand Débat
- Mas Déwo : Magazine du Carnaval
- Léwaaz'  : shortcom avec Pasal Moesta et Christian Geoffroy, anciens membres de la troupe Pawòl Pou Ri

### Anciennes émissions
- Partition (1994-1997)
- Azimut (1995-1998)
- Quoi de Neuf A Table (2005-2010)
- Proximité (2004-2009): magazine de société présenté par Laura Séné, puis Sophie Pointaire
- C' à Suivre (2004-2007) : magazine de société présenté par Muriel Tauzia
- Chronosport (2001-2010): magazine sportif hebdomadaire présenté par Robert Gaspard, Ori Ménel et Eddy Golabkan
- Bik Bò Kaz
- Les Podiums du tour (1983-2000)
- Rendez vous
- Campus
- Hit à Zot (1999-2000)
- Momento Latino (1999-2002) : émission présentée par Andy Médina faisant la part belle aux musiques latines (salsa, merengue, cumbia)
- Toboggan
- Le club des jeunes
- Réyèl Attitudes (1998-2000) : magazine pour ados présenté par Brother Jimmy et Frédérika
- Réyèl An Mouvman (1999-2001) : magazine musical présenté par Brother Jimmy
- Contact (1995-2001, puis 2004-2005 et 2007-2008)
- Le Grand Jeu Kolibri
- Pawol a ti moun (1995-2004)
- Pawol pou ri (2000-2002)
- Kaméra pou ri (2002-2003) : émission de caméras cachées dérivée de Pawòl pou ri
- Une 1re
- Midi en Guadeloupe (2011-2014)
- Oxygène : magazine consacré à la protection de l'environnement et au développement durable
- Midi Service
- En Attendant l'Info
- Matin Péyi (2002-2006) : émission matinale pilotée par Télé Guyane co-produite par Télé Guadeloupe et Télé Martinique, présentée par Tano Brassé
- Otantik Jam (2002-2006) : émission pour ados pilotée par Télé Martinique, co-produite par Télé Guadeloupe et Télé Guyane et présentée par la chanteuse Kate Laposte
- Version Jeune (2006-2007) : émission pour adolescents présentée par Dominique Mirval
- Music on Line (2003-2007) : émission musicale hebdomadaire
- Hit On Line (2007-2009) : classement des hits de la musique antillaise
- Gadé pli lwen (2004-2010) : magazine hebdomadaire en langue créole
- N comme Nature (2005-2010) : magazine de 5 minutes consacré à la nature
- Ouf ! (1998-1999) : programme jeunesse piloté par Télé Martinique et co-produit par Télé Guadeloupe et Télé Guyane
- Double Jeu (1997-1998) : jeu télévisé présenté par Jean-Marc Thibaudier et Andy Médina
- Regards (1996-1998) : magazine présenté par François-Joseph Ousselin
- Le Débat (1999-2001) : débat hebdomadaire présenté par Éric Rayapin
- Sans Étiquette (2001-2004) : magazine présenté par Jean-Philippe Pascal
- Manman Dlò (1998-2001) : magazine de la mer
- Boomerang (1996-1998) : magazine de société quotidien présenté par Jean-Marc Thibaudier et Véronique Polomat
- Viens dans ma télé (1998-1999) : magazine de proximité quotidien présenté par Jean-Marc Thibaudier
- Palé ban nou (1999-2000) : magazine culturel présenté par Jean-Marc Thibaudier
- Kontan vwé zôt (2000-2002) : magazine culturel présenté par Dominique Mirval
- Wou Lib' (2000-2001) : jeu télévisé sur la sécurité routière présenté par Alain Duteil
- Guadeloupe Service (1998-2001) : magazine de services
- Guadeloupe Demain (2001-2003) : magazine de services hebdomadaire
- Kay ka fèt (2000-2001) : magazine culturel
- Guadaschool (2004-2006) : magazine éducatif
- Point de vue (1998-2006) : magazine politique hebdomadaire présenté par Éric Rayapin
- Chawlô é Sapoti (2004-2006) : shortcom avec Philippe Calodat (ancien membre de la troupe Pawòl pou ri) et Joël Jernidier
- La Cabine (2006-2007) : shortcom avec Bostik'

## Anciens présentateurs et animateurs
par ordre alphabétique :
- Dominik Bernard (1994-1998), actuellement comédien et metteur en scène.
- Josy Budon, actuellement chef de projet à Guadeloupe La 1re (télévision).
- Angel Etienne, actuellement responsables des programmes à Guadeloupe La 1re (télévision).
- Christine Kelly (1994-1996), actuellement membre du Conseil supérieur de l'audiovisuel (CSA).
- Jean-Charles Martyr-Fale, actuellement animateur radio sur Guadeloupe La 1re (Radio)
- Myriam Nestar
- Véronique Polomat Directrice Éditoriale (Malakoff) France Télévisions Pôle Outre-mer
- Jean-Pierre Sturm, actuellement producteur de spectacles
- Jean-Marc Thibaudier, actuellement animateur radio et télé sur La Première (Paris)
- Léandre Viranin

## Audience
Guadeloupe La 1re est de loin la première chaîne de télévision de Guadeloupe avec une audience cumulée de 63,3 % et une part d’audience de 44,7 %.
Elle ne connaît pas actuellement la concurrence vécue par Polynésie La 1ère, Réunion La 1ère ou Martinique La 1ère.
|      | Janvier - Mars | Avril - Juin | Septembre - Décembre | Moyenne annuelle |
| ---- | -------------- | ------------ | -------------------- | ---------------- |
| 2010 |                |              | 41,3 %               |                  |
| 2011 | 35,5 %         | 31,4 %       | 31,7 %               |                  |
| 2012 | 29,4 %         | 28,7 %       | 25,1 %               |                  |
| 2013 | 22,7 %         | 23,9 %       | 21,1 %               |                  |
| 2014 | 27,6 %         | 27,6 %       | 24,7 %               |                  |
| 2015 |                |              |                      | 25,6 %           |
| 2016 |                |              |                      | 27,3 %           |
| 2017 |                |              |                      |                  |
| 2018 |                |              |                      |                  |

## Diffusion
Pendant 46 ans, la chaîne de télévision publique fut diffusée sur le réseau analogique hertzien VHF et UHF SÉCAM K’ du département via trente-deux émetteurs TDF qui ont tous été éteints le 29 novembre 2011 vers 10 h, date du passage définitif de la Guadeloupe, de Saint-Barthélemy et de Saint-Martin au tout numérique terrestre.
Guadeloupe La 1re est aujourd'hui diffusée dans le département de la Guadeloupe et les collectivités de Saint-Barthélemy et Saint-Martin sur le premier canal du multiplex ROM1 de la TNT sur douze émetteurs TDF en Guadeloupe (Basse-Terre La citerne sur le canal 36, Bouillante Village sur le canal 25, Deshaies Piton Sainte-Rose sur le canal 40, Deshaies Pointe Ferry sur le canal 36, Petit-Bourg Morne-à-Louis sur le canal 48, Pointe-à-Pitre Arnouville sur le canal 25, Saint-Claude Matouba sur le canal 26, Vieux-Habitants Morne Claire Fontaine sur le canal 30, Vieux-Habitants Morne Surelle sur le canal 37, Capesterre-de-Marie-Galante Le Haut du Morne sur le canal 37, La Désirade Morne Cybèle sur le canal 37 et Les Saintes Château d'eau sur le canal 21), trois émetteurs TDF à Saint-Barthélemy (Gustavia Morne Lurin sur le canal 41, Gustavia-Le Colombier sur le canal 41 et Morne Toiny sur le canal 41) et deux émetteurs TDF à Saint-Martin (Marigot Pic du Paradis sur le canal 43 et Terres Basses sur le canal 41) au standard UHF PAL MPEG-4 et au format 16/9 en 1080i (HD) depuis le 30 novembre 2010.
Elle est aussi diffusée par satellite sur Canalsat Caraïbes et sur la TV d'Orange Caraïbe, par câble sur Numericable en Guadeloupe et en Martinique, sur St Martin Câble TV à Saint-Martin et sur Marpin 2K4 Câble TV en Dominique, ainsi que par télévision IP sur Box Mediaserv et OnlyBox.
La chaîne émet en HD sur la TNT et le satellite, elle est diffusée en SD sur les autres canaux.